# Cobubatha dimidata
Cobubatha dimidata là một loài bướm đêm trong họ Noctuidae.